# Hooverphonic
A Hooverphonic egy flamand együttes, amely 1995 októberében alakult. Ők képviselték Belgiumot a 2021-es Eurovíziós Dalfesztiválon.

## Történet
Bár eredetileg trip hop együttesnek minősítették őket, hangjukat gyorsan kiterjesztették arra a pontra, hogy már nem lehetett volna magányos műfajként leírni őket, hanem inkább alternatív, elektronikus, elektropop, rock és más műfajok keveréke. A zenekart eredetileg Hoovernek hívták, ám később megváltoztatták a nevüket Hooverphonicra, miután felfedezték, hogy más csoportok már a Hoover nevet használják, és elkerülve a porszívó társasággal kapcsolatos jogi kérdéseket.
Geike Arnaert, a zenekar énekese 2008. október 10-én bejelentette, hogy az év végétől elhagyja az együttest, hogy folytathassa szólókarrierjét. A szólóanyagon csak néhány hónapig dolgozott. Az utolsó koncertet együtt Geikével december 13-án tartották Jekatyerinburgban, Oroszországban. A koncertről filmet a helyi Music Television forgatta, és az orosz tévében mutatták be 2009-ben.
2010. október 29-én a zenekar weboldalán jelentette be új kislemezét. A videót tizennégy lehetséges énekesnek mutatták be, de csak az egyik, név szerint Noémie Wolfs bizonyította, hogy igazi utódja Geike Arnaertnek. 2010. november 4-én az új énekesnőt a VRT De Laatste Show című adásában jelentették be hivatalosan. 
2015. március 26-án bejelentették, hogy Noémie Wolfs "kölcsönös egyetértésben" távozik a zenekarból. 2018 áprilisában ismét új énekest mutattak be, Luka Cruysberghst.
2019. október 1-jén vált hivatalossá, hogy ők képviselik Belgiumot a 2020-as Eurovíziós Dalfesztiválon Rotterdamban.
A 2020-as Eurovíziós Dalfesztivál eltörlése miatt a Release Me című daluk nem lett bemutatva színpadon, azonban egy évvel később ismét képviselhették hazájukat a The Wrong Place című dallal. A dalfesztivál döntőjébe bejutottak és a tizenkilencedik helyen végeztek.

## Tagok
- Alex Callier
- Raymond Geerts
- Luka Cruysberghs

## Diszkográfia
- A New Stereophonic Sound Spectacular (1996)
- Blue Wonder Power Milk (1998)
- The Magnificent Tree (2000)
- Hooverphonic Presents Jackie Cane (2002)
- No More Sweet Music/More Sweet Music (2005)
- The President of the LSD Golf Club (2007)
- The Night Before (2010)
- Reflection (2013)
- In Wonderland (2016)
- Looking For Stars (2018)

## Elérhetőségeik
- Facebook
- Instagram
- Twitter
- YouTube
- Spotify
- Apple Music